# Henrik Lange (generallöjtnant)
Henrik Lange, född 27 maj 1908 i Stockholm, död 5 november 2000 i Lidingö, var en svensk militär (generallöjtnant).

## Biografi
Henrik Lange var son till revisorn Karl Lange och Märtha Lagercrantz. Han gifte sig 1934 med Birgitta Cedercrona (1913–2005), dotter till överstelöjtnant Hjalmar Cedercrona och Carin Kugelberg. Han var far till Carin (född 1936), Märtha (född 1938) och Carl-Henrik (född 1942).
Han avlade studentexamen 1926 och officersexamen 1930. Lange blev fänrik i Kustartilleriet 1930, löjtnant 1933, kapten 1939, major 1944, överstelöjtnant 1950, överste 1954, generalmajor 1961 och generallöjtnant 1972. Han gick på Gymnastik- och idrottshögskolan 1933–1934, Kungliga Sjökrigshögskolan 1935–1936, 1937–1939, Infanteriets stridsskola 1954 och Krigshögskolan 1959. Lange var regementsadjutant vid Karlskrona kustartilleriregemente (KA 2) 1936–1937, adjutant hos chefen för Kustartilleriet 1939–1942, lärare vid Kungliga Sjökrigsskolan 1940–1942, bataljonschef vid Älvsborgs kustartilleridetachément (KA 4) 1945 och avdelningschef vid kustartilleriinspektionen 1948.
Lange var därefter chef för Kustartilleriets skjutskola 1950–1954, sektionschef vid marinstaben 1954–1957, chef Göteborgs kustartilleriförsvar och Göteborgs kustartilleriregemente (KA 4) 1957–1958. Han var försvarsområdesbefälhavare för Göteborgs och Bohusläns samt Hallands försvarsområde, tillika chef Göteborgs kustartilleriförsvar 1958–1961, inspektör Kustartilleriet 1961–1964, chef marinstaben 1964–1968 och militärbefälhavare för Västra militärområdet 1968–1972.
Lange var vice ordförande i Centralförbundet för Befälsutbildning 1964–1970, ledamot i försvarets fastighetsnämnd 1954–1957, överstyrelsen för Sveriges militära idrottsförbund 1947–1950, sekreterare där 1955–1957, ordförande från 1957, ordförande förbundsstyrelsen 1967–1972, styrelseledamot av Svenska Fäktförbundet 1948–1956, ordförande i Göteborgs sportskyttar 1957–1961, Stockholms sportskytteförbund 1961–1964 och Svenska Sportskytteförbundet 1961–1964. Han var ledamot av Lidingö stadsfullmäktige 1963–1964, Kungliga Örlogsmannasällskapet från 1951 (hedersledamot 1961) och ledamot av Kungliga Krigsvetenskapsakademien från 1954.
Lange är begravd på Lidingö kyrkogård.

## Utmärkelser
Langes utmärkelser:
- Kommendör med stora korset av Svärdsorden, 6 juni 1968.[5]
- Kommendör av första klass av Svärdsorden.
- Riddare av Vasaorden.
- Guldmedalj för berömliga gärningar
- Hemvärnets förtjänstmedalj i guld
- Riksförbundet Sveriges lottakårers guldmedalj
- Sjövärnskårens guldmedalj
- Sveriges militära idrottsförbunds guldmedalj
- ?:s guldmedalj (SVFIGM)
- Svenska fäktförbundets guldmedalj (SvFfbGM)
- Bohusläns befälsförbunds guldmedalj (BohuslbfbGM)
- Göteborgs befälsförbunds guldmedalj (GbgsbfbGM)
- Hallands befälsförbunds guldmedalj (HallbfbGM)
- Centralförbundet för befälsutbildnings silvermedalj (CFBSM)
- Kustartilleriets reservofficerares hederstecken (KARoffHt)
- Sveriges civilförsvarsförbunds förtjänsttecken i guld (SCFftjtG)
- ? (SkjutM)